# Municipio de Washington (condado de Wabaunsee)
El municipio de Washington (en inglés: Washington Township) es un municipio ubicado en el condado de Wabaunsee en el estado estadounidense de Kansas. En el año 2010 tenía una población de 76 habitantes y una densidad poblacional de 0,51 personas por km².

## Geografía
El municipio de Washington se encuentra ubicado en las coordenadas 38°58′47″N 96°26′29″O / 38.97972, -96.44139. Según la Oficina del Censo de los Estados Unidos, el municipio tiene una superficie total de 148.06 km², de la cual 147,64 km² corresponden a tierra firme y (0,29 %) 0,42 km² es agua.

## Demografía
Según el censo de 2010, había 76 personas residiendo en el municipio de Washington. La densidad de población era de 0,51 hab./km². De los 76 habitantes, el municipio de Washington estaba compuesto por el 100 % blancos. Del total de la población el 0 % eran hispanos o latinos de cualquier raza.